# Małgorzata Gembicka
Małgorzata Gembicka (ur. 22 kwietnia 1985, zm. 3 października 2021) – polska pływaczka i trenerka, wychowanka Śląska Wrocław.

## Życiorys
Była wychowanką Śląska Wrocław, od 2004 reprezentowała barwy AZS AWF Wrocław, od 2008 ponownie Śląska Wrocław. jej trenerami byli Danuta Pasikowska, Jerzy Bujak i Piotr Albiński.
Na mistrzostwach Polski seniorów wywalczyła indywidualnie 37 medali i 18 medali w sztafecie.
- basen 50-metrowy (główne mistrzostwa Polski):
  - 50 metrów stylem motylkowym: 2 m. (2001, 2003, 2005, 2008), 3 m. (2004, 2006)
  - 100 metrów stylem motylkowym: 1 m. (2008), 2 m. (2000, 2001, 2002, 2003), 3 m. (2006)
  - 200 metrów stylem motylkowym: 1 m. (2001), 2 m. (2000, 2002, 2003)
  - sztafeta 4 x 100 m stylem dowolnym: 1 m. (2000), 3 m. (2001, 2002)
  - sztafeta 4 x 100 m stylem zmiennym: 1 m. (2001, 2002), 2 m. (2000)
- basen 50-metrowy (zimowe mistrzostwa Polski)
  - 100 metrów stylem motylkowym: 3 m. (2000)
  - 200 metrów stylem motylkowym: 3 m. (2000)
  - sztafeta 4 x 100 m stylem dowolnym: 2 m. (2000)
  - sztafeta 4 x 100 m stylem zmiennym: 1 m. (2000)
- basen 25-metrowy (zimowe Mistrzostwa Polski):
  - 50 metrów stylem motylkowym: 2 m. (2000, 2001, 2004, 2008), 3 m. (2002, 2003, 2007)
  - 100 metrów stylem motylkowym: 1 m. (2008), 2 m. (2000, 2001, 2002, 2007), 3 m. (2003, 2004)
  - 200 metrów stylem motylkowym: 2 m. (2000, 2001, 2002, 2003, 2004)
  - sztafeta 4 x 50 m stylem zmiennym: 3 m. (2008)
  - sztafeta 4 x 100 m stylem dowolnym: 2 m. (2008), 3 m. (2000, 2004, 2005, 2007)
  - sztafeta 4 x 100 m stylem zmiennym: 1 m. (2000), 2 m. (2004, 2008)
  - sztafeta 4 x 200 m stylem dowolnym: 2 m. (2008)

Reprezentowała Polskę na Olimpjskim festiwalu młodzieży Europy (EYOF) w Esbjergu (1999), zdobywając srebrne medale w wyścigach na 100 i 200 metrów stylem motylkowym i brązowy w sztafecie 4 x 100 metrów stylem zmiennym (z Joanną Bocer, Joanną Lisek i Joanną Wojtyczką). Podczas mistrzostw Europy juniorek w Dunkierce (2000) zdobyła brązowe medale w wyścigach na 100 i 200 metrów stylem motylkowym. 
Na mistrzostwach Europy na krótkim basenie w 2000 zajęła 8. miejsce w wyścigu na 200 metrów stylem motylkowym (był to jej jedyny finał w seniorskiej imprezie mistrzowskiej), na 50 metrów stylem motylkowym 23. miejsce, na 100 metrów stylem motylkowym 12. miejsce, a w 2001 21. miejsce na 50 metrów stylem motylkowym. 22. miejsce na 100 metrów stylem motylkowym i 13. miejsce na 200 metrów stylem motylkowym
Była 18-krotną rekordzistka kraju w kategorii juniorów 13, 14 i 15 lat. Rekordy Polski 14-latków na basenie 50-metrowym poprawiła odpowiednio: na 100 metrów stylem motylkowym 12 lipca 1999, wynikiem 1:03,42, na 200 metrów stylem motylkowym 14 lipca 2000, wynikiem 2:16,62 (podczas EYOF) Rekordy Polski 15-latków na basenie 50-metrowym poprawiła odpowiednio: na 100 metrów stylem motylkowym 30 lipca 2000, wynikiem 1:01,70, na 200 metrów stylem motylkowym 27 lipca 2000, wynikiem 2:14,60 (podczas MEJ).
Ukończyła studia w Akademii Wychowania Fizycznego we Wrocławiu. Po zakończeniu kariery sportowej pracowała jako nauczycielka w sportowej Szkole Podstawowej nr 72 i Szkole Podstawowej nr 76 we Wrocławiu oraz trenerka w WKS Śląsk.
Pochowana na Cmentarzu Grabiszyńskim we Wrocławiu.